# Dalima subferrugineata
Dalima subferrugineata là một loài bướm đêm trong họ Geometridae.